# کنستانتین پوپسکو
کُنستانتین پوپسکو (رومانیایی: Constantin Popescu؛ زاده ۱۵ دسامبر ۱۹۷۳) کارگردان، تهیه‌کننده و فیلم‌نامه‌نویس اهل رومانی است.

## گزیده فیلم‌شناسی
از فیلم‌ها یا مجموعه‌های تلویزیونی که وی در آن‌ها نقش داشته‌است، می‌توان به پرتره یک مبارز در جوانی اشاره نمود.